# Balneário Camboriú Futebol Clube
O Balneário Camboriú Futebol Clube, ou simplesmente Balneário Camboriú é um clube catarinense da cidade de Balneário Camboriú.

## História
Foi fundado no dia 26 de maio de 2007 pelos empresários Fernando Rocha Garcia, engenheiro e Edmundo Fialek, ex atleta. O clube surgiu na ideia de que Balneário Camboriú não tinha um clube de Futebol, apesar de ser uma das melhores cidades de Santa Catarina e de as cidades próximas apresentarem clubes, como a destaque da divisão especial: Camboriú Futebol Clube em Camboriú, ou o tradicional Marcílio Dias, em Itajaí.
O clube disputou o primeiro torneio profissional em 2007, a Divisão de Acesso e estreou contra o Imbituba, no dia 8 de julho de 2007, onde empatou por 2 a 2. O jogo seguinte foi contra a Ferroviário Capivariense, onde venceu por 2 a 0 em Capivari de Baixo. O último jogo realizado foi contra o Próspera em casa, resultando em 1 a 0. Na quinta-feira seguinte, dia 26 de julho de 2007, o clube desistiu de participar do Campeonato Catarinense da Divisão de Acesso. O sumiço do então presidente, Fernando Rocha Garcia, deixou os demais integrantes do clube, jogadores, comissão técnica e diretoria sem pagamento. O time foi punido pela FCF, sendo impossibilitado de participar pelos próximos dois anos, tendo os jogos anteriores cancelados.